# Marktplatz (Sanok)
Der Ring, polnisch Rynek, ist ein mittelalterlicher Marktplatz in Sanok, der heutzutage den Kern der Fußgängerzone bildet.
Der Ring hat die Gestalt eines Quadrats mit den Maßen 81 mal 81 m. Der Marktplatz liegt vor dem Sanoker Rathaus auf einer Anhöhe links am San.
Seine Ursprünge gehen zurück bis auf das Jahr 1339, als der letzte Fürst Boleslaus die Stadt Sanok „mit deutschem Recht“ versah. Der Marktplatz in Sanok wird beherrscht von der Franziskanerkirche, auch die meisten Bettelorden errichteten große öffentliche Gebäude in der mittelalterlichen Stadt.
In den Platz münden die 3-Maja-Straße (Verbindung zur Jagiellońska), die Grodkagasse (Verbindung zum Michaelmarkt und zur Pfarrkirche), die Zamkowastraße (Verbindung zum Schloss), die Cerkiewnastraße und Franziskanergasse, sowie die historische Franziskanertreppe von der Błonia-Ebene am Plowce-Bach, die Sanoker Schlosstreppe und die Luftschlangentreppen als Verbindungen zu den Vorstädten. An dem großzügig bemessenen Platz finden sich Bürgerhäuser, das neogotische Rathaus, das Landratsamt und Stadtdaten, Stadtinfos sowie der Marktbrunnen.

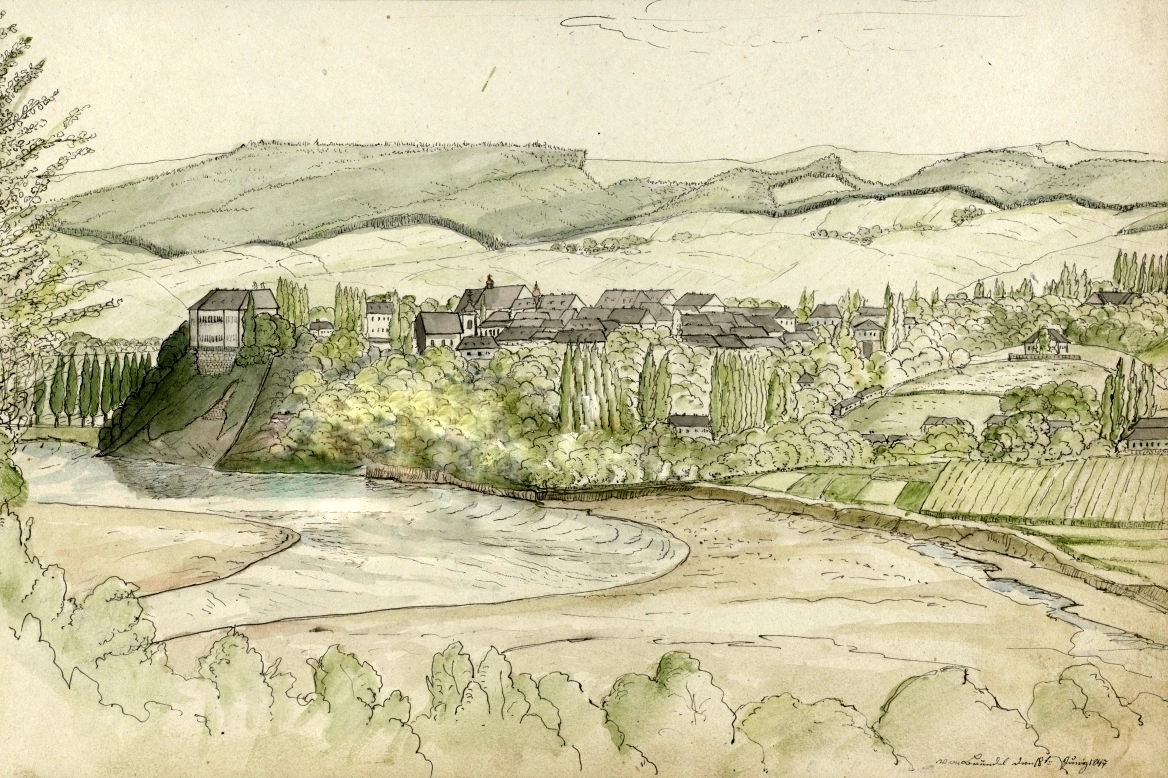
Eine Ansicht des Marktplatzes 1847 von Saantal

Seit dem 3. Mai 2007 ist der Marktplatz für den motorisierten Individualverkehr gesperrt und Teil einer Fußgängerzone im Zentrum der Sanoker Innenstadt.
Auf dem Marktplatz gibt es einen täglich geöffneten Biergarten und Barbetrieb.